# Catalina Curceanu
Cătălina Oana Curceanu (Transilvania, 2 de noviembre de 1965) es una física rumana y principal investigadora en el Instituto Nacional de Física Nuclear en Frascati, Italia (Istituto Nazionale di Fisica Nucleare). Su trabajo está enfocado en los fenómenos a baja energía de la cromodinámica cuántica.

## Trayectoria
Curceanu nació en Transilvania (Rumania). Ya desde joven estaba interesada en la ciencia logrando más tarde graduarse con la mejor nota de física en Bucarest. Curceanu atribuye su pasión por la física a los magníficos profesores que tuvo a lo largo de su vida. Estudió en la Universidad de Bucarest y se graduó como Valedictorian. Realizó su investigación de doctorado usando el anillo antiprotón de baja energía (LEAR) en el experimento OBELIX en la Organización Europea para la Investigación Nuclear (CERN). Consiguió su doctorado en el Horia Hulubei National Institute of Physics and Nuclear Engineering.
En 1992, Curceanu se incorporó al Istituto Nazionale di Fisica Nucleare. Utiliza el colisionador DAFNE (DAΦNE) en Frascati. Forma parte del Experimento VIP2 (violación del principio de Pauli) en los Laboratori Nazionali del Gran Sasso. Trabaja en el CERN en el experimento OBELIX, que busca mesones exóticos, y en DIRAC, que busca piones exóticos. Su trabajo más reciente involucra el experimento SIDDHARTA, centrándose en interacción nuclear fuerte y extrañeza física.
Ha publicado el libro de divulgación científica Dai Buchi Neri all'adroterapia. Un Viaggio nella Fisica Moderna en 2013 con Springer Publishing. El libro trata conceptos de la física moderna, incluyendo el  modelo estándar, agujeros negros y neutrinos. Ha participado en la TEDx Brasov y TEDx Cluj-Napoca hablando sobre computación cuántica. Participa en varias actividades de divulgación y educación.

## Reconocimientos
En 2010, fue premiada con la «Personalidad del Año» por la Accademia di Romania in Roma. En 2015, recibió una beca de 85.000 dólares de la FQXI y la Fundación John Templeton para su investigación en física cuántica. Su propuesta consideraba los modelos de colapso y el problema de la medición, para lo que utilizó un detector de germanio ultrapuro para comprobar la radiación que emite.
Curceanu fue la ponente del Instituto Australiano de Física para Mujeres en Física en 2016. En sus conferencias se preguntaba "Quo Vadis the Universe". En 2017, recibió el premio Emmy Noether Distinction for Women in Physics de la Sociedad Europea de Física de 2017 por sus contribuciones a la cromodinámica cuántica (QCD) de baja energía. Ese mismo año, obtuvo también el premio Visiting International Scholar Award de la Universidad de Wollongong por su investigación en sistemas de detección de espectroscopía de alta precisión en física fundamental.